# Любчик Леонід Михайлович
Любчик Леонід Михайлович (нар. 1 січня 1951, м. Харків) - учений у галузі теорії керування та машинного навчання, доктор технічних наук (1996), професор (1997), академік АН вищої школи України за науковим відділенням інформатики та системного аналізу (2015), лауреат Державної премії України в галузі науки і техніки, член Нью-Йоркської академії наук, член Національного комітету України з автоматичного управління, член міжнародного наукового товариства IEEE, IEEE Senior Member.

## Життєпис
Леонід Михайлович Любчик народився 1 січня 1951 року в м. Харкові. Закінчив Харківський політехнічний інститут у 1973 році за спеціальністю «Автоматика і телемеханіка». У 1974-1977 рр. - проходив навчання в аспірантурі Інституту Проблем керування АН СРСР та Інституту електронних керуючих машин (м. Москва).

## Професійна діяльність
- 1978 – захист кандидатської дисертації на тему: «Адаптивне керування замкненими пріоритетними системами» у Всесоюзному НДІ системних досліджень

- 1981 - працює в Національному технічному університеті «Харківський політехнічний інститут» на посадах асистента, доцента, професора.
- 1995 – захист докторської дисертації в Харківському державному політехнічному університеті на тему: «Комбіноване управління технологічними процесами на основі методу обернених моделей в умовах неповної інформації»

- 1996 –  присвоєно вчене звання професора кафедри системного аналізу і управління

- 2001-2021 - очолював кафедру комп’ютерної математики і аналізу даних, де в даний час працює на посаді професора

- 2001 – професор  за запрошенням, Вуппертальський університет, Німеччина[1]

- 2011 – професор за запрошенням, Центр досліджень та передової освіти (CINVESTAV), Мексика[1]

- 2022 по теперішній час – професор кафедри комп’ютерної математики і аналізу даних

## Викладання навчальних дисциплін
1. Математичне моделювання
2. Теорія систем
3. Теорія управління
4. Некоректні обернені задачі обробки даних
5. Інтелектуальний аналіз даних.

## Наукові інтереси
1. Теорія керування
2. Машинне навчання
3. Управління якістю освіти.
Розробив нові методи керування та прийняття рішень в умовах невизначенності, зокрема, методи компенсації збурень на основі обернених моделей, методи побудови інтегральних індикаторів на основі машинного навчання. Отримував міжнародні гранти INCO-COPERNICUS, DAAD, IBM Faculty Award.

## Професійні досягнення та членство
Автор понад 200 наукових робіт і 6 монографій в області теорії керування, аналізу і обробки сигналів, машинного навчання. Під його науковим керівництвом захищено 10 кандидатських та 1 докторська дисертація.
У 1995 році отримує грант європейської програми "INCO-COPERNICUS".
В 1995-1999 рр. виступає представником України в Міжнародній Науковій Мережі "AMETMAS", яка проводить дослідження в галузі інтелектуальних систем управління виробництвом.
У 2001 р.  отримує грант Німецької служби академічних обмінів DAAD, працює в Німеччині в університеті м. Вупперталь.
У 2001-2005 рр. виконує обов’язки провідного експерта ДНТЦ ядерної та радіаційної безпеки, бере участь у проведенні Державних експертиз інформаційно-керуючих систем для ряду атомних електростанцій України.
У 2011 році працює професором за запрошенням в Center of Research and Advancer Education (CINVESTSV),  Мексика.
У 2016-2019 рр. входив до складу Науково-методичної ради МОН України, є членом експертної ради з інформатики і кібернетики Департаменту атестації кадрів вищої кваліфікації МОН України, членом секції «Інформатика та кібернетика» Наукової ради МОН України, членом експертної комісії з проведення Державної атестації наукових установ.
У 2017-2019 рр. – член Науково-методичної ради МОН України, координатор розробки стандартів вищої освіти в галузі знань "Інформаційні технології".
Брав участь у створенні нових спеціальностей і спеціалізацій, таких як «Автоматизація наукових досліджень і комплексних випробувань» і «Робототехнічні системи та комплекси».
Брав участь у виконанні науково-дослідних робіт з найважливішої тематики, за ці роботи у складі авторського колективу отримав Державну премію України. 
Був ініціатором створення в Національному технічному університеті «ХПІ» кафедри «Комп’ютерної математики та аналізу даних», яку очолював протягом 20 років. Під його керівництвом була створена нова освітня програма «Інтелектуальний аналіз даних», впроваджені в освітній процес методи проектного навчання, студентські команди кафедри тричі виходили до фіналу Чемпіонату світу з програмування «ACM ICPC».
Член Національного комітету Української асоціації з автоматичного керування, член Міжнародного наукового товариства IEEE, IEEE Senior Member, Американського математичного товариства 
Член редакційних колегій Вісника НТУ «ХПІ», серія: Системний аналіз, управління та інформаційні технології; Міжнародних наукових журналів «Mathematical Modeling and Computing», International Journal of Modern Education and Computer Science, International Journal “Intelligent Systems and Application”. Член спеціалізованої вченої ради Д 64.050.07 в Національному технічному університеті «ХПІ».

## Нагороди
- 1997 - лауреат Державної премії України в галузі науки і техніки за участь в створенні зразків нової техніки.

- 2010 – нагороджений Почесною грамотою Кабінету Міністрів України

- 2017 – нагороджений нагрудним знаком МОН України "Відмінник освіти"

- 2019 – нагороджений Почесною грамотою МОН України

- 2021 - нагороджений Почесною грамотою Верховної ради України.